# Prunières (Lozère)
Pour les articles homonymes, voir Prunières.
Prunières est une commune française située dans le nord-ouest du département de la Lozère en région Occitanie.
Exposée à un climat de montagne, elle est bordée par la Truyère à l'est et drainée par divers petits cours d'eau. La commune possède un patrimoine naturel remarquable composé de deux zones naturelles d'intérêt écologique, faunistique et floristique.
Prunières est une commune rurale qui compte 226 habitants en 2022.  Elle fait partie de l'aire d'attraction de Saint-Chély-d'Apcher. Ses habitants sont appelés les Pruniérois ou  Pruniéroises.

## Géographie

### Localisation
La commune de Prunières se situe au nord du département de la Lozère, dans l'ancien pays du Gévaudan sur le plateau occidental de la Margeride. La bordure Est de la commune est délimitée par la Truyère et celle du Sud par le ruisseau de Rieu Male. Le village de Prunières est à 7,5 km de Saint-Chély-d'Apcher et à 5,7 km du Malzieu-Ville.
La commune de Prunières se situe dans le canton du Malzieu-Ville.

### Communes limitrophes
Les communes limitrophes sont  Le Malzieu-Forain, Le Malzieu-Ville, Rimeize, Saint-Alban-sur-Limagnole, Saint-Chély-d'Apcher et Saint-Pierre-le-Vieux.

Localisation de la commune de Prunières.

| Saint-Pierre-le-Vieux | Le Malzieu-Ville | Le Malzieu-Forain         |
| Saint-Chély-d'Apcher  | Prunières        | Saint-Alban-sur-Limagnole |
|                       | Rimeize          |                           |

### Hydrographie
La bordure Est de la commune est délimitée par la Truyère et celle du Sud par le ruisseau de Rieu Male. La commune est aussi parcourue par les ruisseaux Pisseratte (qui prend sa source sur la commune à Apcher), Rieu Calsio et Riou du Bosc qui prend sa source au nord du hameau des Pinèdes à la source des seigneurs (qui alimentait le château de La Valette d'Apcher).

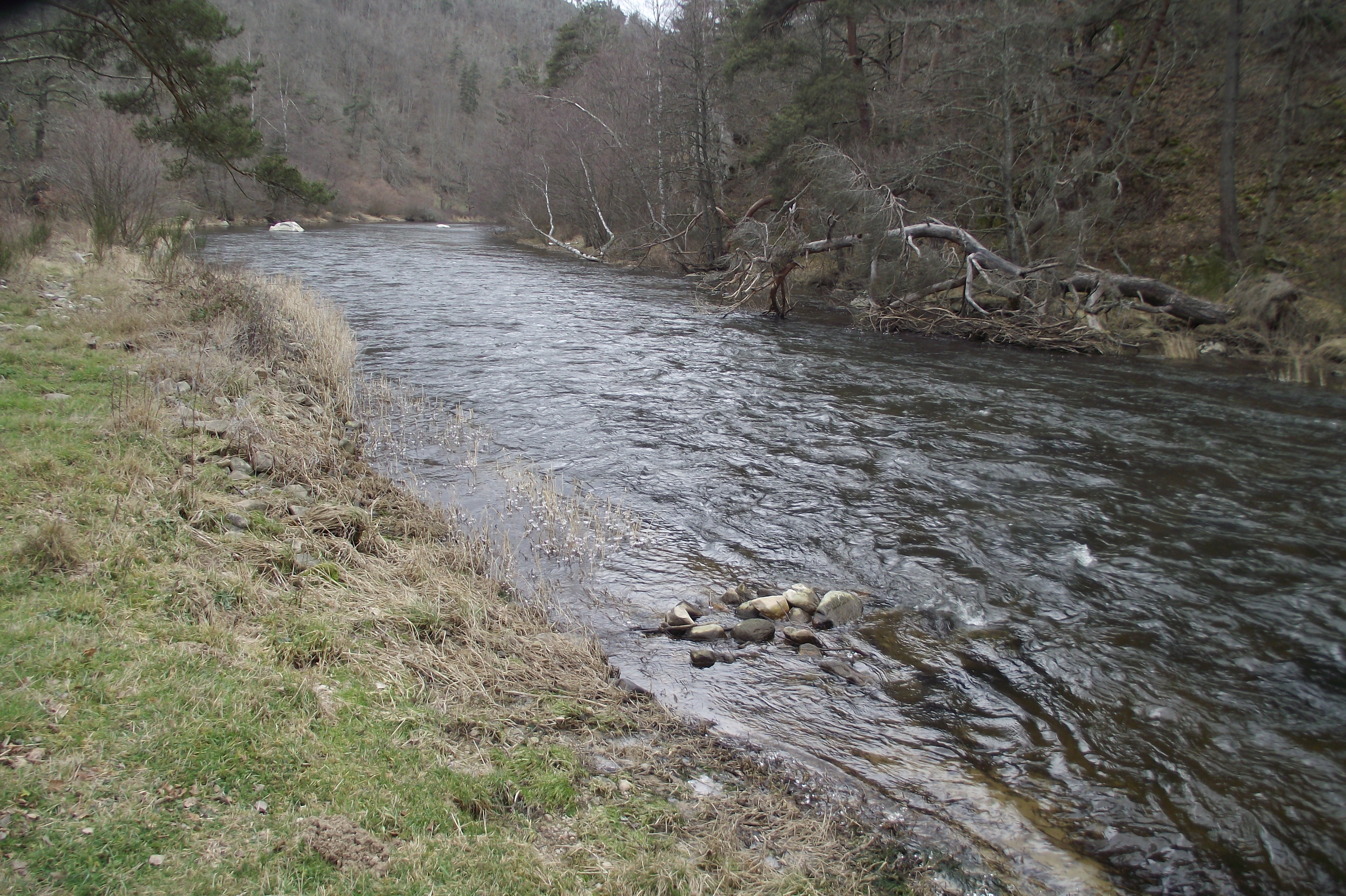
La Truyère à Prunières.

### Climat
Pour des articles plus généraux, voir Climat de l'Occitanie et Climat de la Lozère.
En 2010, le climat de la commune est de type climat océanique altéré, selon une étude s'appuyant sur une série de données couvrant la période 1971-2000. En 2020, Météo-France publie une typologie des climats de la France métropolitaine dans laquelle la commune est exposée à un climat de montagne ou de marges de montagne et est dans la région climatique Sud-est du Massif Central, caractérisée par une pluviométrie annuelle de 1 000 à 1 500 mm, minimale en été, maximale en automne.
Pour la période 1971-2000, la température annuelle moyenne est de 8,2 °C, avec une amplitude thermique annuelle de 15,6 °C. Le cumul annuel moyen de précipitations est de 924 mm, avec 9,5 jours de précipitations en janvier et 6,1 jours en juillet. Pour la période 1991-2020, la température moyenne annuelle observée sur la station météorologique la plus proche, située sur la commune de Peyre en Aubrac à 14 km à vol d'oiseau, est de 8,0 °C et le cumul annuel moyen de précipitations est de 954,9 mm,. Pour l'avenir, les paramètres climatiques de la commune estimés pour 2050 selon différents scénarios d'émission de gaz à effet de serre sont consultables sur un site dédié publié par Météo-France en novembre 2022.

### Milieux naturels et biodiversité
L’inventaire des zones naturelles d'intérêt écologique, faunistique et floristique (ZNIEFF) a pour objectif de réaliser une couverture des zones les plus intéressantes sur le plan écologique, essentiellement dans la perspective d’améliorer la connaissance du patrimoine naturel national et de fournir aux différents décideurs un outil d’aide à la prise en compte de l’environnement dans l’aménagement du territoire.
Une ZNIEFF de type 1 est recensée sur la commune :
la « rivière de la Truyère autour de Malzieu » (65 ha), couvrant 6 communes du département et une ZNIEFF de type 2, : 
le « cours de la Truyère et de la Rimeize aval » (503 ha), couvrant 14 communes du département.

Cartes des ZNIEFF de type 1 et 2 à Prunières.
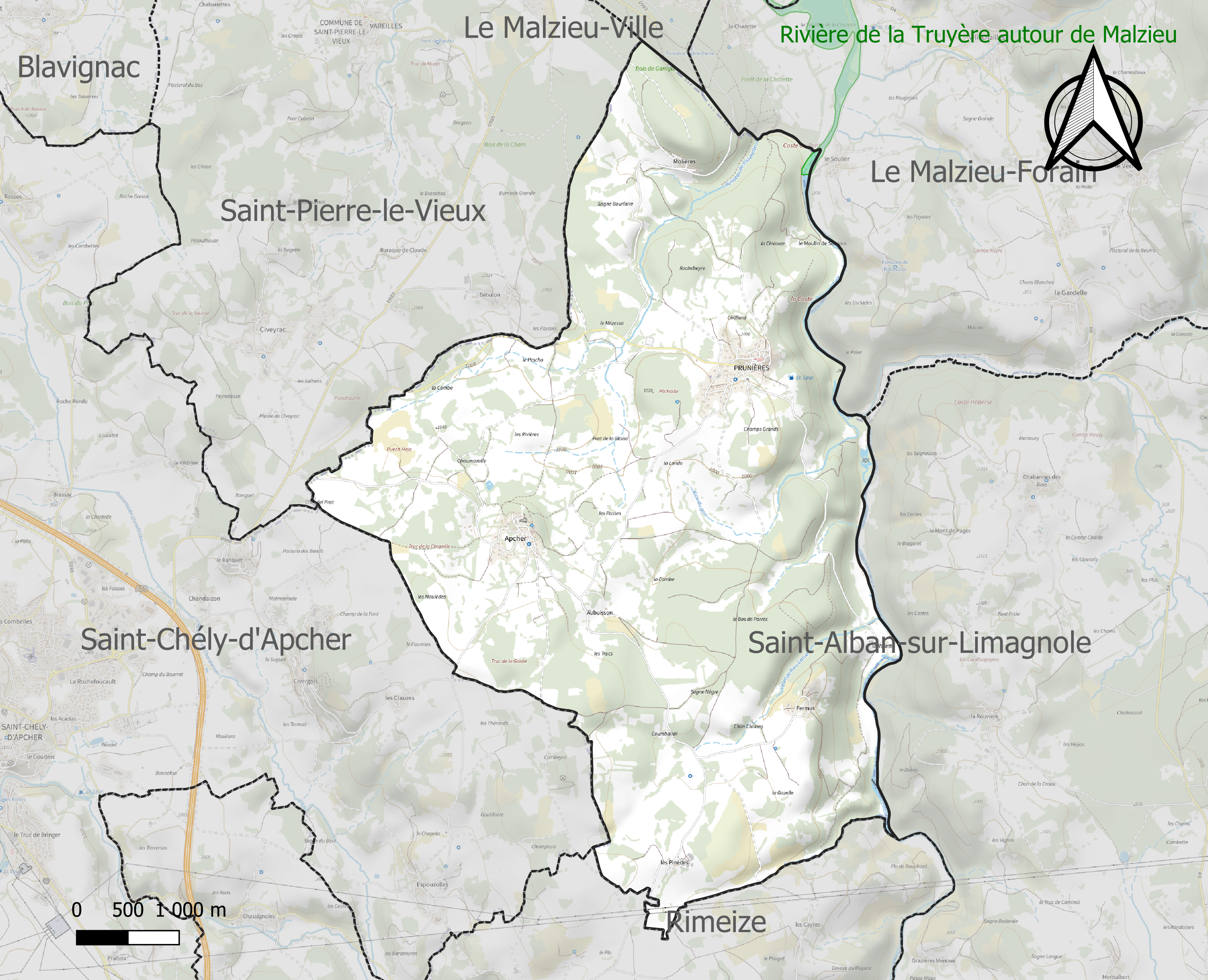
Carte de la ZNIEFF de type 1 sur la commune.
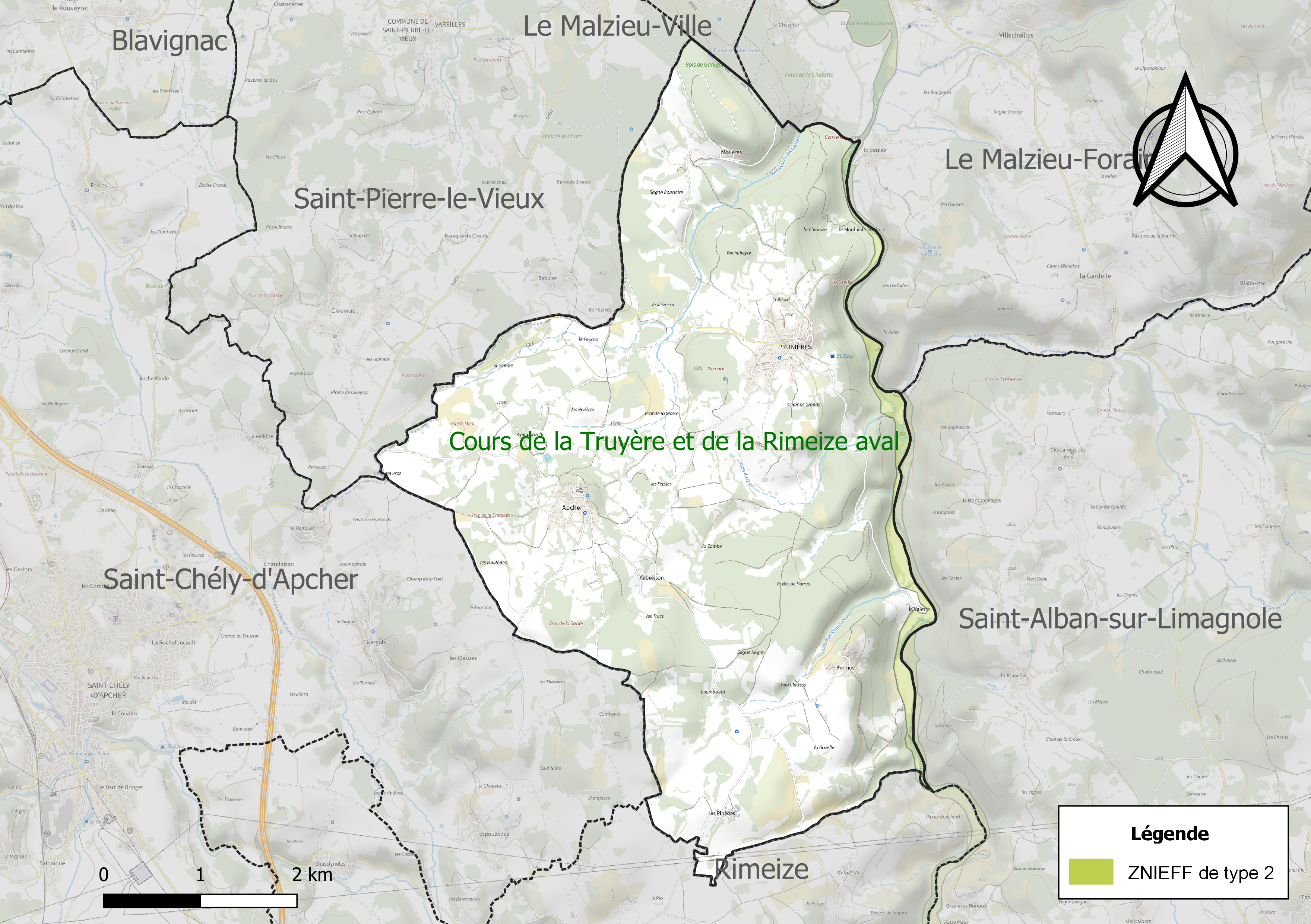
Carte de la ZNIEFF de type 2 sur la commune.

## Urbanisme

### Typologie
Au 1er janvier 2024, Prunières est catégorisée commune rurale à habitat dispersé, selon la nouvelle grille communale de densité à sept niveaux définie par l'Insee en 2022.
Elle est située hors unité urbaine. Par ailleurs la commune fait partie de l'aire d'attraction de Saint-Chély-d'Apcher, dont elle est une commune de la couronne,. Cette aire, qui regroupe 22 communes, est catégorisée dans les aires de moins de 50 000 habitants,.

### Occupation des sols
L'occupation des sols de la commune, telle qu'elle ressort de la base de données européenne d’occupation biophysique des sols Corine Land Cover (CLC), est marquée par l'importance des forêts et milieux semi-naturels (50,1 % en 2018), en diminution par rapport à 1990 (53,9 %). La répartition détaillée en 2018 est la suivante : 
forêts (44,8 %), zones agricoles hétérogènes (30,1 %), prairies (19,8 %), milieux à végétation arbustive et/ou herbacée (5,3 %). L'évolution de l’occupation des sols de la commune et de ses infrastructures peut être observée sur les différentes représentations cartographiques du territoire : la carte de Cassini (XVIIIe siècle), la carte d'état-major (1820-1866) et les cartes ou photos aériennes de l'IGN pour la période actuelle (1950 à aujourd'hui).

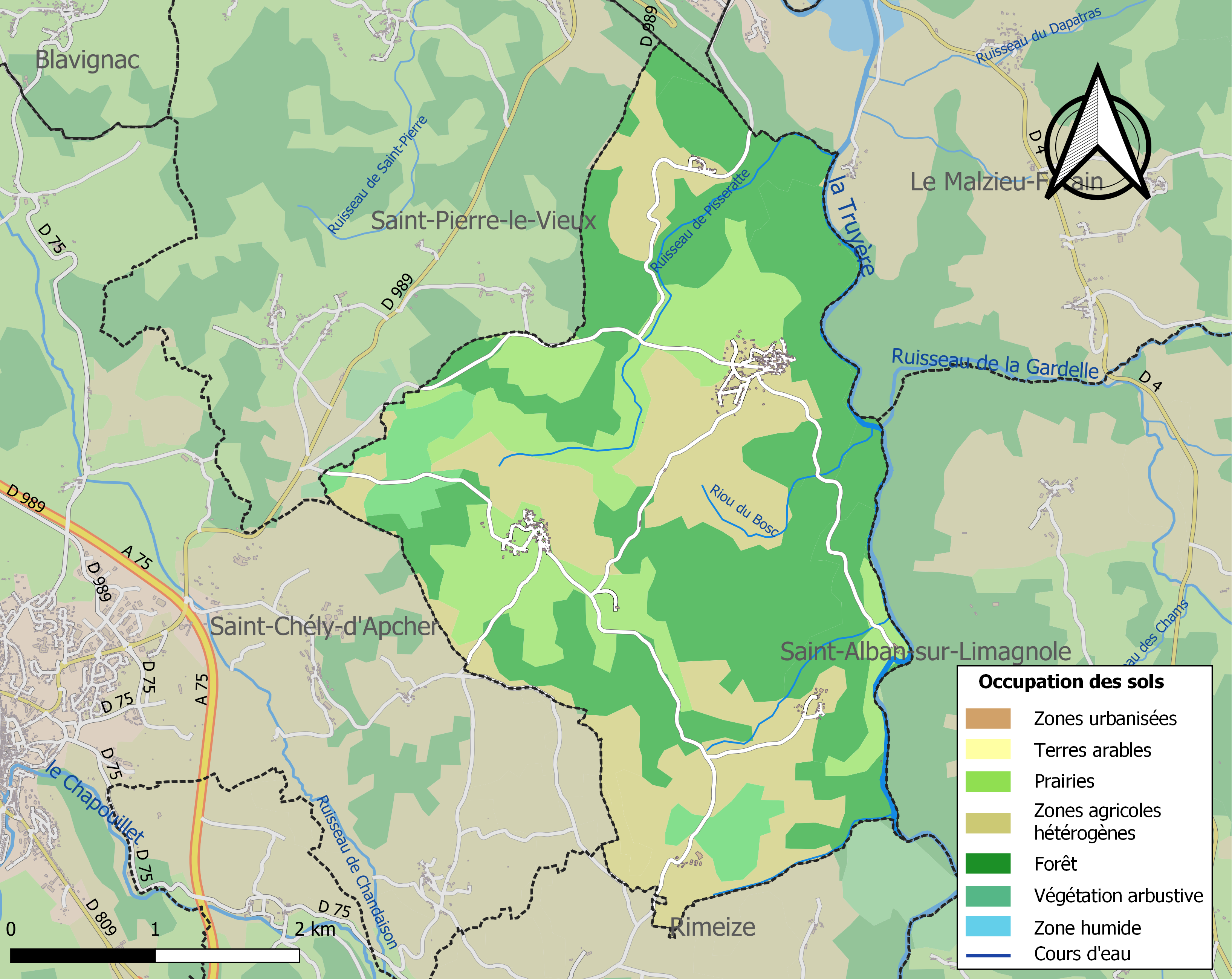
Carte des infrastructures et de l'occupation des sols de la commune en 2018 (CLC).

### Voies de communication et transports
L'A75 (l'autoroute du Massif central) passe 3 km à l'ouest.

### Risques naturels et technologiques
Le territoire de la commune de Prunières est vulnérable à différents aléas naturels : météorologiques (tempête, orage, neige, grand froid, canicule ou sécheresse), feux de forêts et séisme (sismicité faible). Il est également exposé à un risque particulier : le risque de radon. Un site publié par le BRGM permet d'évaluer simplement et rapidement les risques d'un bien localisé soit par son adresse soit par le numéro de sa parcelle.

#### Risques naturels
Prunières est exposée au risque de feu de forêt. Un plan départemental de protection des forêts contre les incendies (PDPFCI) a été approuvé en décembre 2014 pour la période 2014-2023. Les mesures individuelles de prévention contre les incendies sont précisées par divers arrêtés préfectoraux et s’appliquent dans les zones exposées aux incendies de forêt et à moins de 200 mètres de celles-ci. L’arrêté du 23 mars 2018, complété par un arrêté de 2020, réglemente l'emploi du feu en interdisant notamment d’apporter du feu, de fumer et de jeter des mégots de cigarette dans les espaces sensibles et sur les voies qui les traversent sous peine de sanctions. L'arrêté du 23 août 2021, abrogeant un arrêté de 2002, rend le débroussaillement obligatoire, incombant au propriétaire ou ayant droit,,.

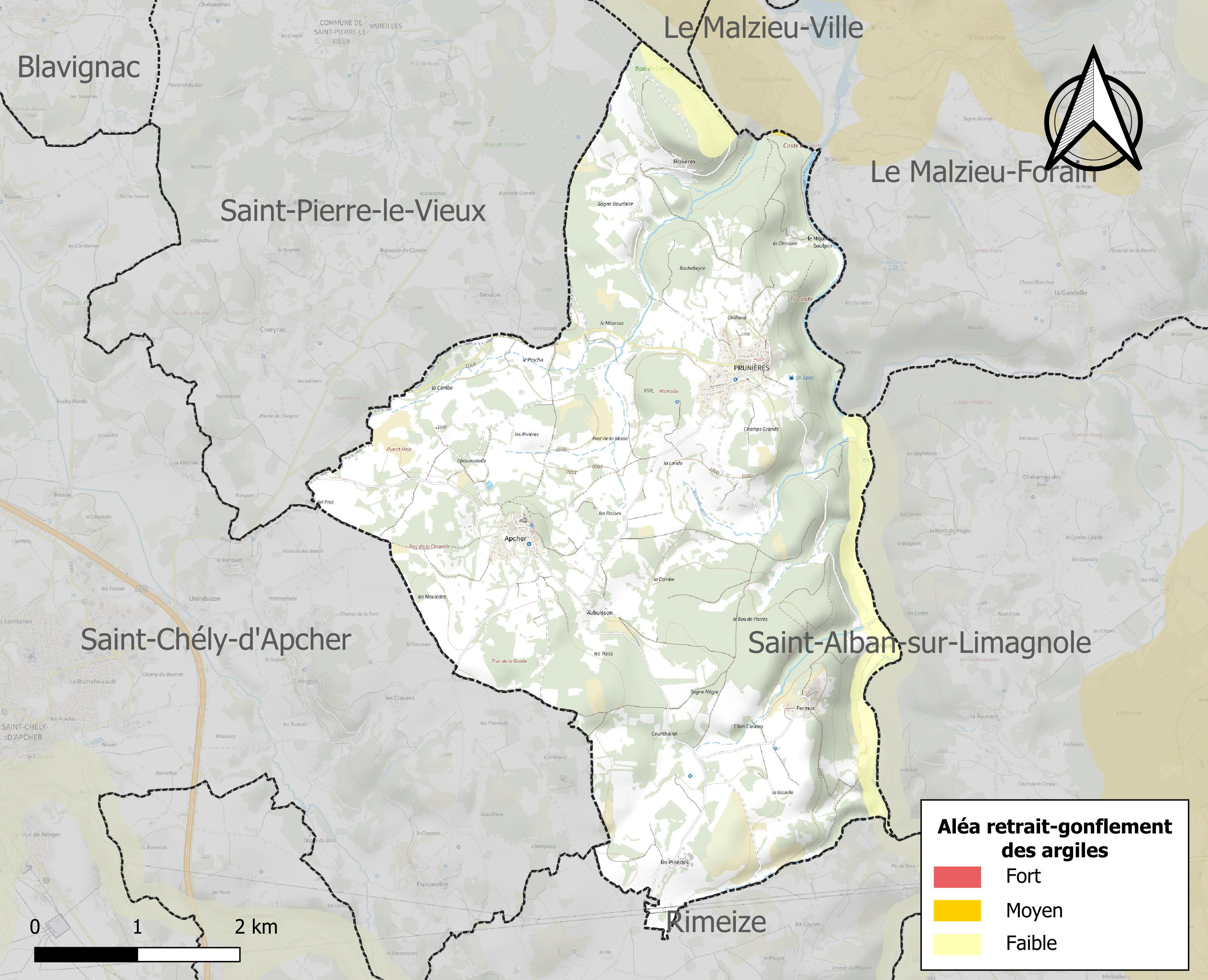
Carte des zones d'aléa retrait-gonflement des sols argileux de Prunières.

Le retrait-gonflement des sols argileux est susceptible d'engendrer des dommages importants aux bâtiments en cas d’alternance de périodes de sécheresse et de pluie. Aucune partie du territoire de la commune n'est en aléa moyen ou fort (15,8 % au niveau départemental et 48,5 % au niveau national). Sur les 168 bâtiments dénombrés sur la commune en 2019,  aucun n'est en aléa moyen ou fort, à comparer aux 14 % au niveau départemental et 54 % au niveau national. Une cartographie de l'exposition du territoire national au retrait gonflement des sols argileux est disponible sur le site du BRGM,.
Par ailleurs, afin de mieux appréhender le risque d’affaissement de terrain, l'inventaire national des cavités souterraines permet de localiser celles situées sur la commune.
La commune a été reconnue en état de catastrophe naturelle au titre des dommages causés par les inondations et coulées de boue survenues en 1982, 1994 et 2003.

#### Risque particulier
Dans plusieurs parties du territoire national, le radon, accumulé dans certains logements ou autres locaux, peut constituer une source significative d’exposition de la population aux rayonnements ionisants. Certaines communes du département sont concernées par le risque radon à un niveau plus ou moins élevé. Selon la classification de 2018, la commune de Prunières est classée en zone 3, à savoir zone à potentiel radon significatif.

## Toponymie

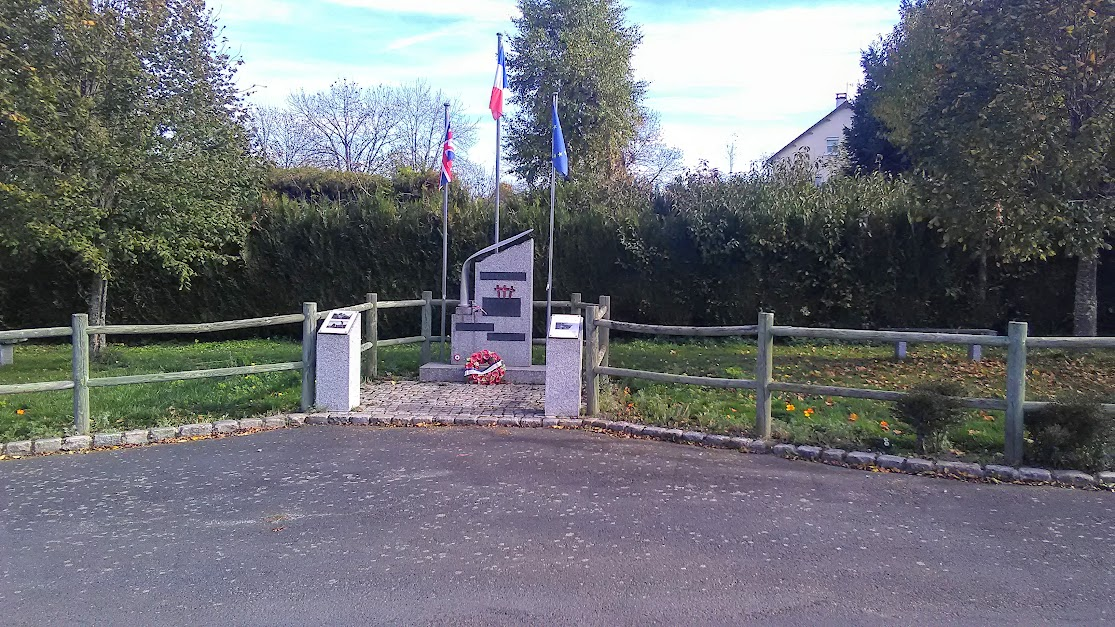
Monument commémoratif de l'accident d'un avion britannique en juin 1940.

## Histoire
Prunières est née autour d'un prieuré bénédictin qui appartenait en 1145 à l'abbaye de La Chaise-Dieu et qui fut l'objet d'une donation de Garin IV d'Apcher en 1296.
Le 18 juin 1940, un avion Blenheim IV L 9314 s'écrase dans un champ près du village avec à son bord trois soldats britanniques du Commonwealth. Les deux mitrailleurs meurent sur le coup, le pilote succombera de ses blessures à l'hôpital de Mende. Une stèle commémorative trône non loin de cet endroit.

## Politique et administration

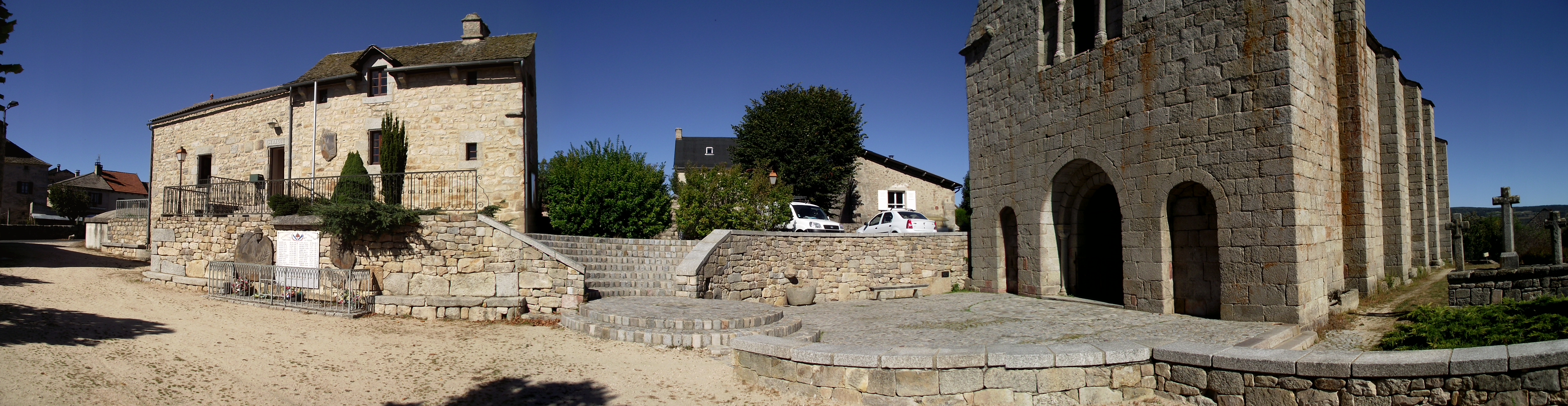
La mairie.

### Liste des maires
| Période                                  | Période                     | Identité     | Étiquette | Qualité |
| ---------------------------------------- | --------------------------- | ------------ | --------- | ------- |
| Les données manquantes sont à compléter. |                             |              |           |         |
| 2001                                     | En cours (au 30 avril 2014) | Roland Odoul |           |         |

### Intercommunalités
Prunières fait partie de la communauté de communes des Terres d'Apcher-Margeride-Aubrac.

## Population et société

### Démographie

#### Évolution démographique
L'évolution du nombre d'habitants est connue à travers les recensements de la population effectués dans la commune depuis 1793. Pour les communes de moins de 10 000 habitants, une enquête de recensement portant sur toute la population est réalisée tous les cinq ans, les populations de référence des années intermédiaires étant quant à elles estimées par interpolation ou extrapolation. Pour la commune, le premier recensement exhaustif entrant dans le cadre du nouveau dispositif a été réalisé en 2005.

En 2022, la commune comptait 226 habitants, en évolution de −12,74 % par rapport à 2016 (Lozère : +0,11 %, France hors Mayotte : +2,11 %).
| 1793 | 1800 | 1806 | 1821 | 1831 | 1836 | 1841 | 1846 | 1851 |
| ---- | ---- | ---- | ---- | ---- | ---- | ---- | ---- | ---- |
| 475  | 363  | 323  | 446  | 457  | 407  | 404  | 409  | 432  |

| 1856 | 1861 | 1866 | 1872 | 1876 | 1881 | 1886 | 1891 | 1896 |
| ---- | ---- | ---- | ---- | ---- | ---- | ---- | ---- | ---- |
| 440  | 380  | 401  | 348  | 415  | 413  | 439  | 440  | 428  |

| 1901 | 1906 | 1911 | 1921 | 1926 | 1931 | 1936 | 1946 | 1954 |
| ---- | ---- | ---- | ---- | ---- | ---- | ---- | ---- | ---- |
| 442  | 393  | 363  | 353  | 370  | 317  | 295  | 285  | 244  |

| 1962 | 1968 | 1975 | 1982 | 1990 | 1999 | 2005 | 2006 | 2010 |
| ---- | ---- | ---- | ---- | ---- | ---- | ---- | ---- | ---- |
| 247  | 214  | 163  | 172  | 169  | 175  | 223  | 239  | 253  |

| 2015 | 2020 | 2022 | - | - | - | - | - | - |
| ---- | ---- | ---- | - | - | - | - | - | - |
| 261  | 231  | 226  | - | - | - | - | - | - |

#### Pyramide des âges
La population de la commune est plus jeune que celle du département. En 2019, le taux de personnes d'un âge inférieur à 30 ans s'élève à 31,1 %, soit un taux supérieur à la moyenne départementale (29,7 %). Le taux de personnes d'un âge supérieur à 60 ans (24,7 %) est inférieur au taux départemental (32,5 %).
En 2019, la commune comptait 115 hommes pour 124 femmes, soit un taux de 51,88 % de femmes, supérieur au taux départemental (50,06 %).
Les pyramides des âges de la commune et du département s'établissent comme suit :
| Hommes | Classe d’âge | Femmes |
| ------ | ------------ | ------ |
| 0,0    | 90 ou +      | 0,8    |
| 4,5    | 75-89 ans    | 9,2    |
| 23,4   | 60-74 ans    | 11,7   |
| 27,9   | 45-59 ans    | 27,5   |
| 17,1   | 30-44 ans    | 15,8   |
| 13,5   | 15-29 ans    | 10,8   |
| 13,5   | 0-14 ans     | 24,2   |

| Hommes | Classe d’âge | Femmes |
| ------ | ------------ | ------ |
| 1      | 90 ou +      | 2,8    |
| 9,1    | 75-89 ans    | 11,8   |
| 21,6   | 60-74 ans    | 21,1   |
| 21,5   | 45-59 ans    | 20,2   |
| 16,3   | 30-44 ans    | 15,9   |
| 15,5   | 15-29 ans    | 13,6   |
| 15     | 0-14 ans     | 14,6   |

## Économie

### Revenus
En 2018, la commune compte 108 ménages fiscaux, regroupant 242 personnes. La médiane du revenu disponible par unité de consommation est de 20 960 € (20 420 € dans le département).

### Emploi
|                | 2008  | 2013  | 2018  |
| -------------- | ----- | ----- | ----- |
| Commune        | 3,8 % | 8 %   | 5,5 % |
| Département    | 5 %   | 6,4 % | 7,1 % |
| France entière | 8,3 % | 10 %  | 10 %  |

En 2018, la population âgée de 15 à 64 ans s'élève à 157 personnes, parmi lesquelles on compte 81,5 % d'actifs (76 % ayant un emploi et 5,5 % de chômeurs) et 18,5 % d'inactifs,. Depuis 2008, le taux de chômage communal (au sens du recensement) des 15-64 ans est inférieur à celui de la France et du département.
La commune fait partie de la couronne de l'aire d'attraction de Saint-Chély-d'Apcher, du fait qu'au moins 15 % des actifs travaillent dans le pôle,. Elle compte 18 emplois en 2018, contre 21 en 2013 et 21 en 2008. Le nombre d'actifs ayant un emploi résidant dans la commune est de 122, soit un indicateur de concentration d'emploi de 14,7 % et un taux d'activité parmi les 15 ans ou plus de 65,2 %.
Sur ces 122 actifs de 15 ans ou plus ayant un emploi, 15 travaillent dans la commune, soit 12 % des habitants. Pour se rendre au travail, 91,2 % des habitants utilisent un véhicule personnel ou de fonction à quatre roues, 4,4 % s'y rendent en deux-roues, à vélo ou à pied et 4,4 % n'ont pas besoin de transport (travail au domicile).

## Culture locale et patrimoine

### Lieux et monuments

#### Prunières
- Église Saint-Caprais. L'édifice a été classé au titre des monuments historiques en 1920[25]. De nombreux objets sont référencés dans la base Palissy (voir les notices liées)[25]. Retable XVIIe siècle inscrit, peintures XIIIe siècle, etc. Elle a été entièrement restaurée.

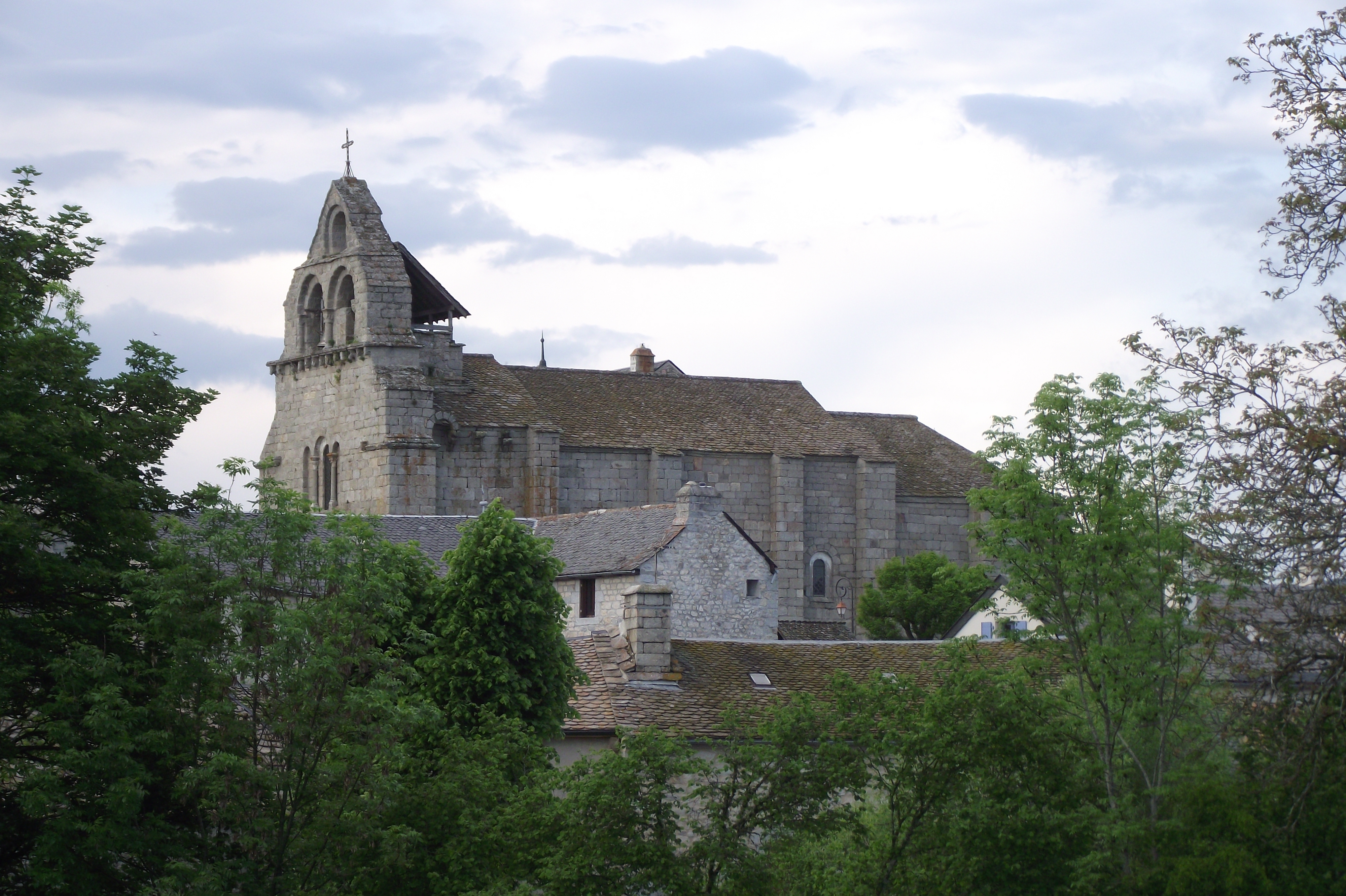
Vue de l'église.
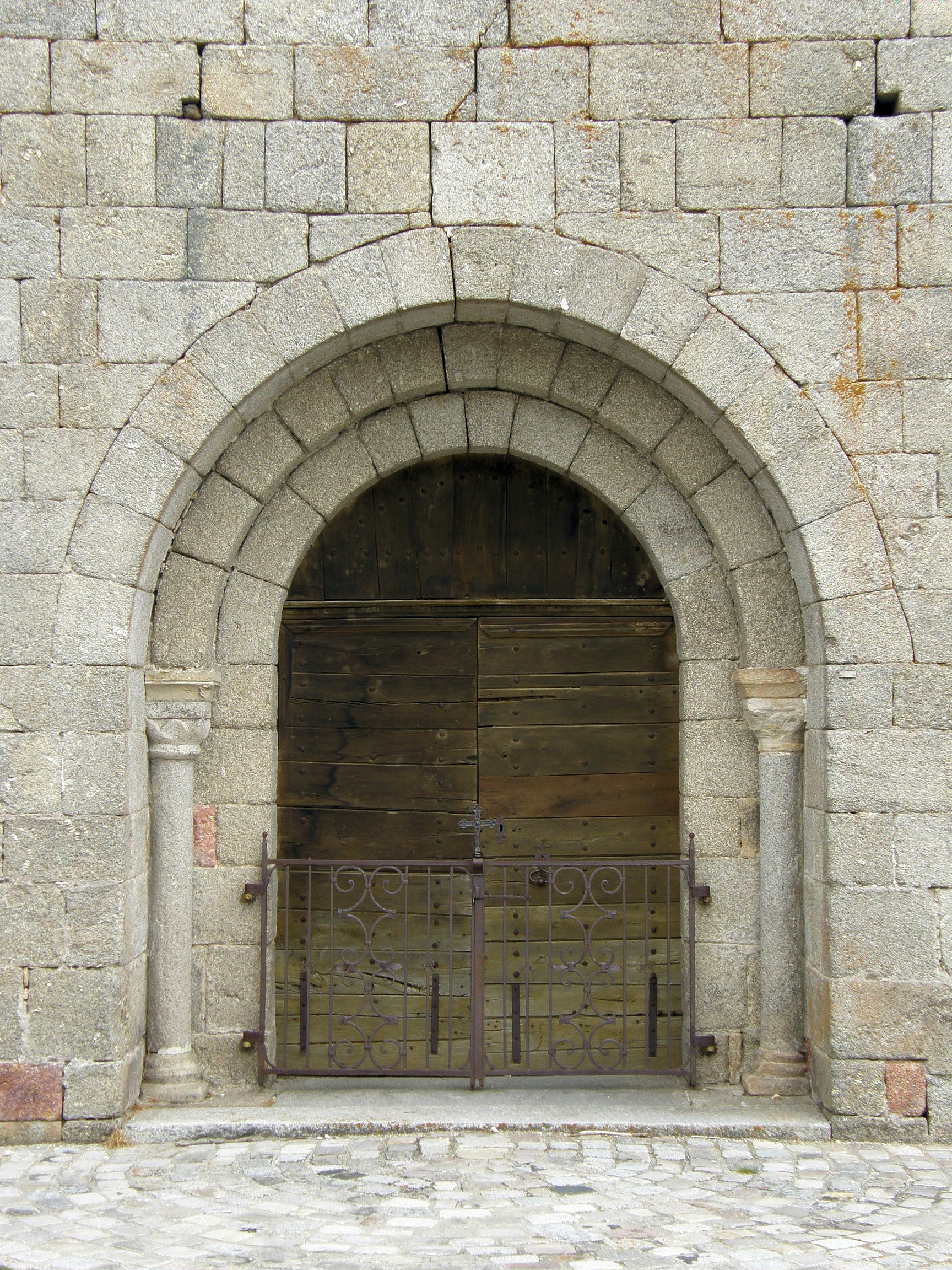
Portail de l'église.
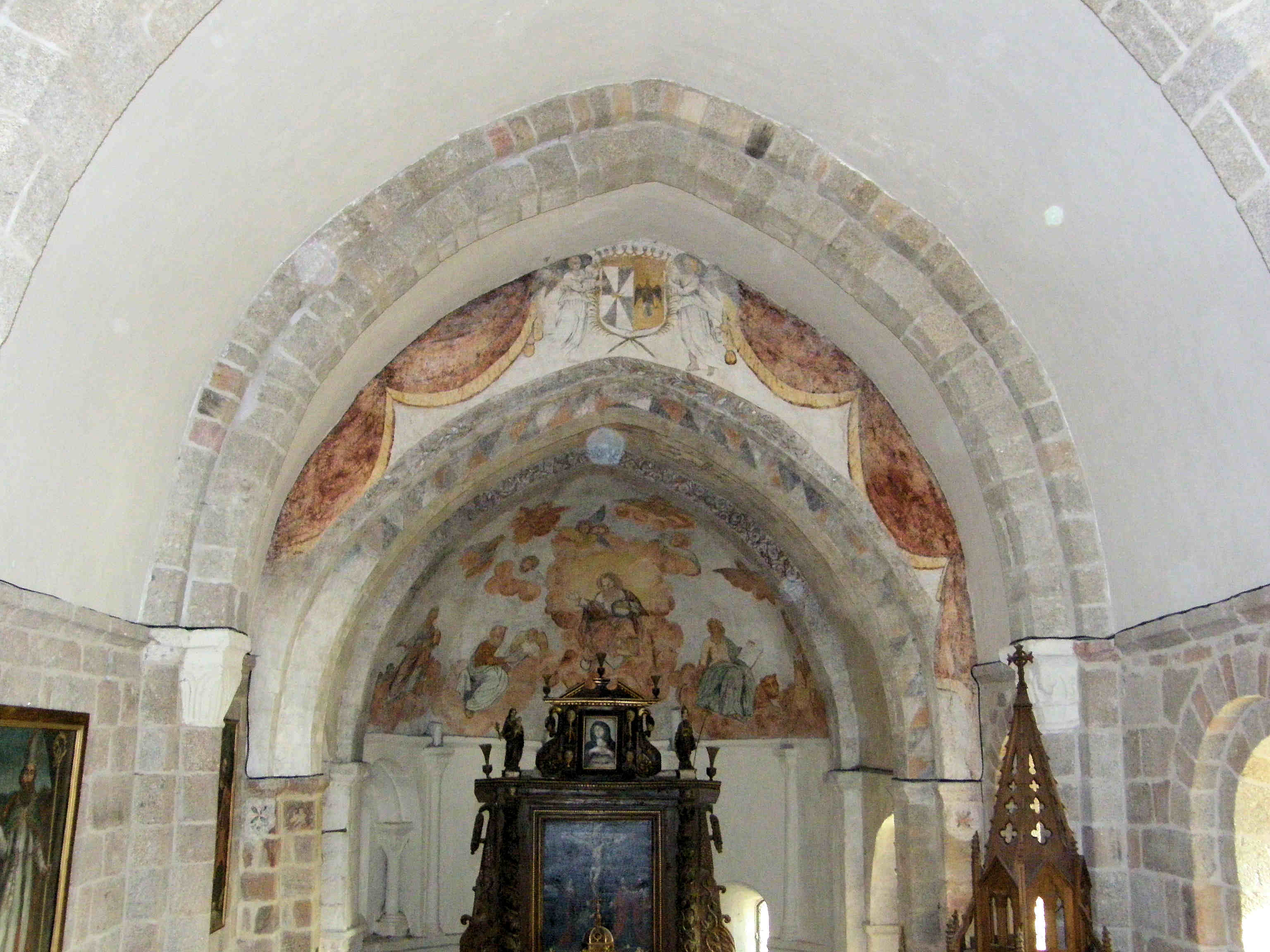
Vue générale des fresques.

#### Apcher
Le village d'Apcher à quelques kilomètres de Prunières et l'emplacement de l'ancien château central des barons et marquis d'Apchier. On y retrouve ainsi :
- La tour-donjon XIIIe siècle classée monument historique[26], projet d'aménagement et restauration.
- La chapelle Saint-Jean-Baptiste. Datant du XIIIe siècle, statue Vierge à l'Enfant. L'édifice est référencé dans la base Mérimée et à l'Inventaire général Région Occitanie[27].
- Les fouilles archéologiques sur l'emplacement de l'ancien château menées, depuis 2000, par l'association Les Amis du Château d'Apcher. Les ruines y sont visibles.
- Croix de justice, au milieu du village d'Apcher.

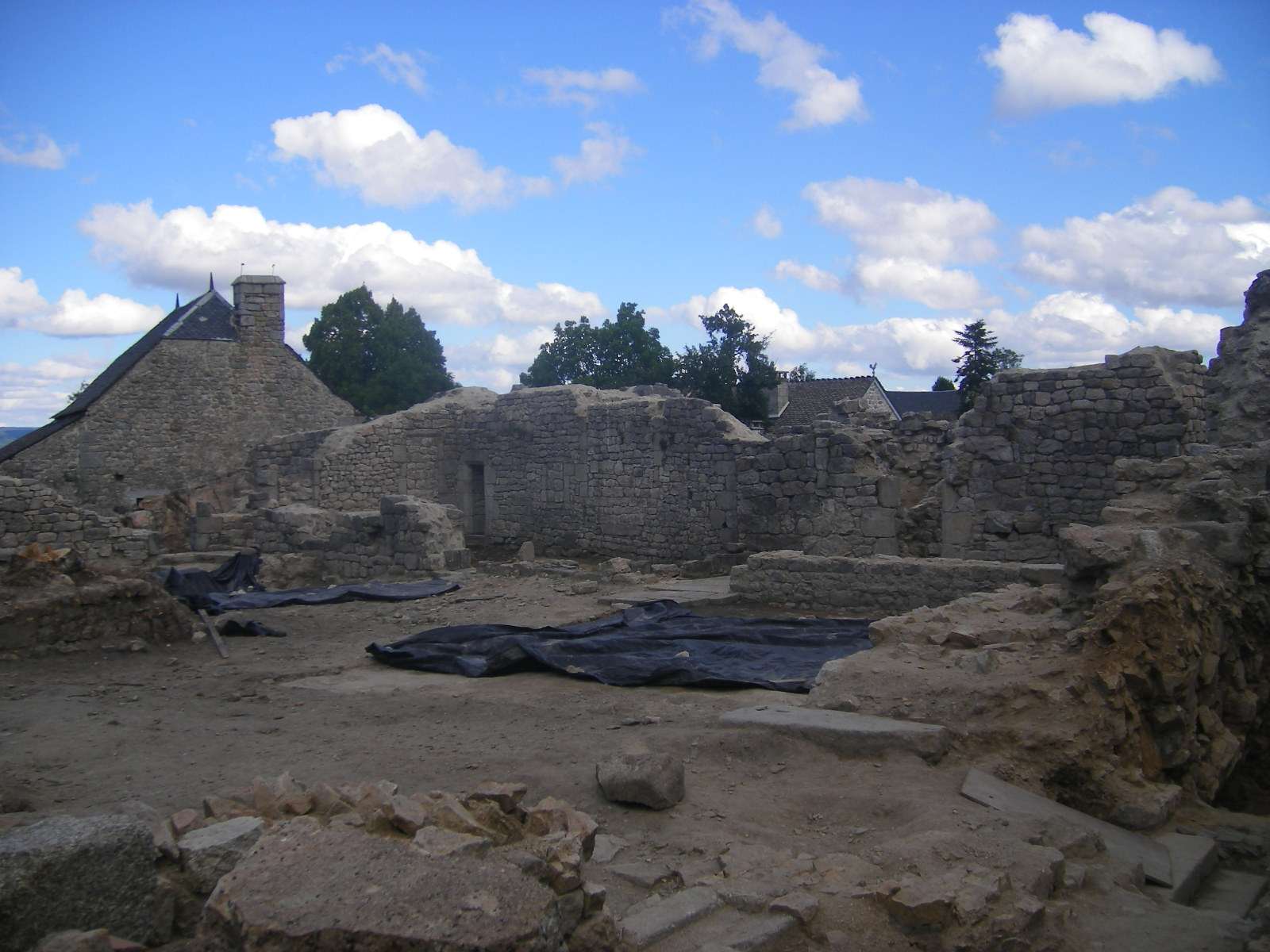
Les ruines du château.
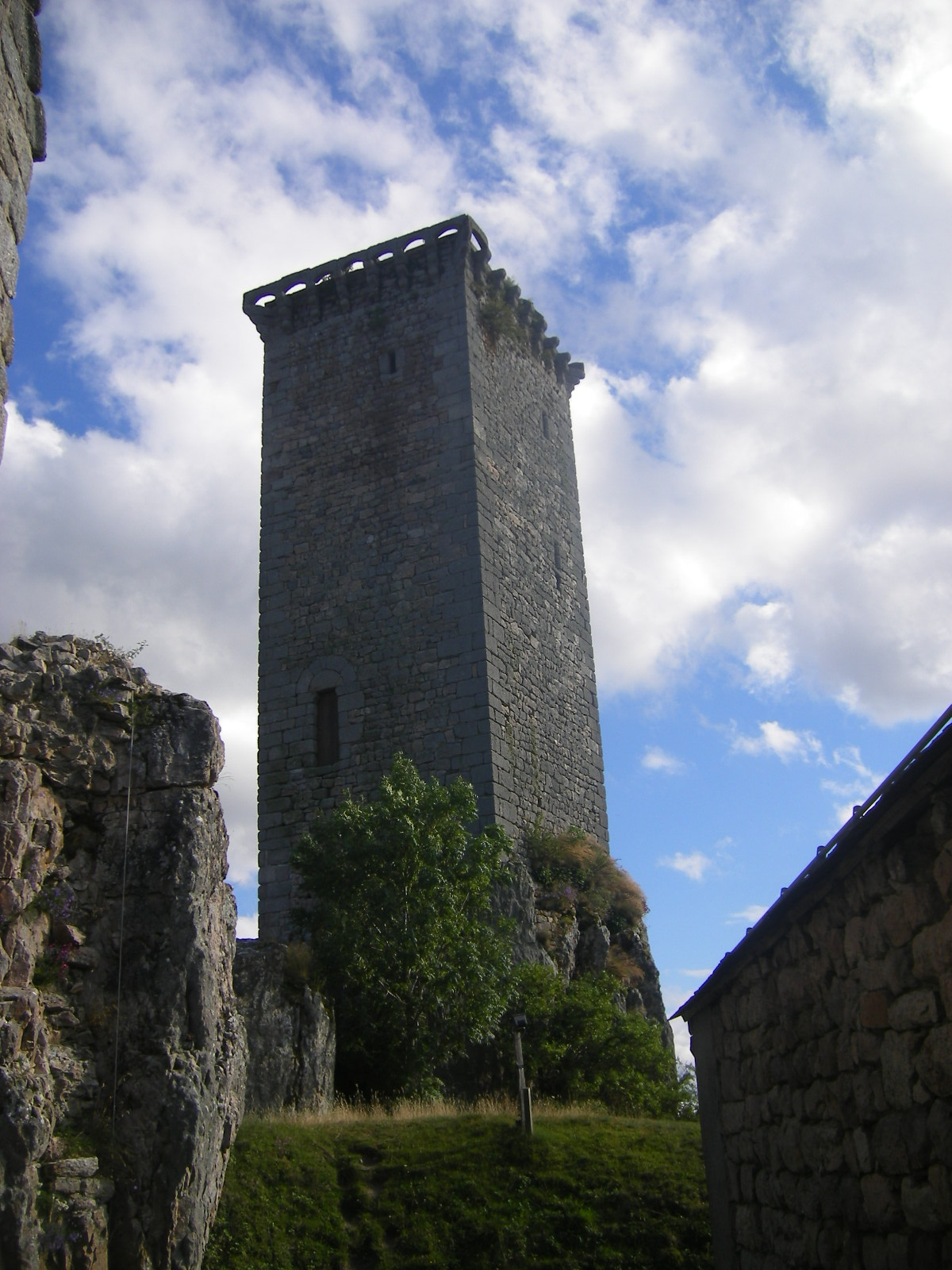
La tour du château.
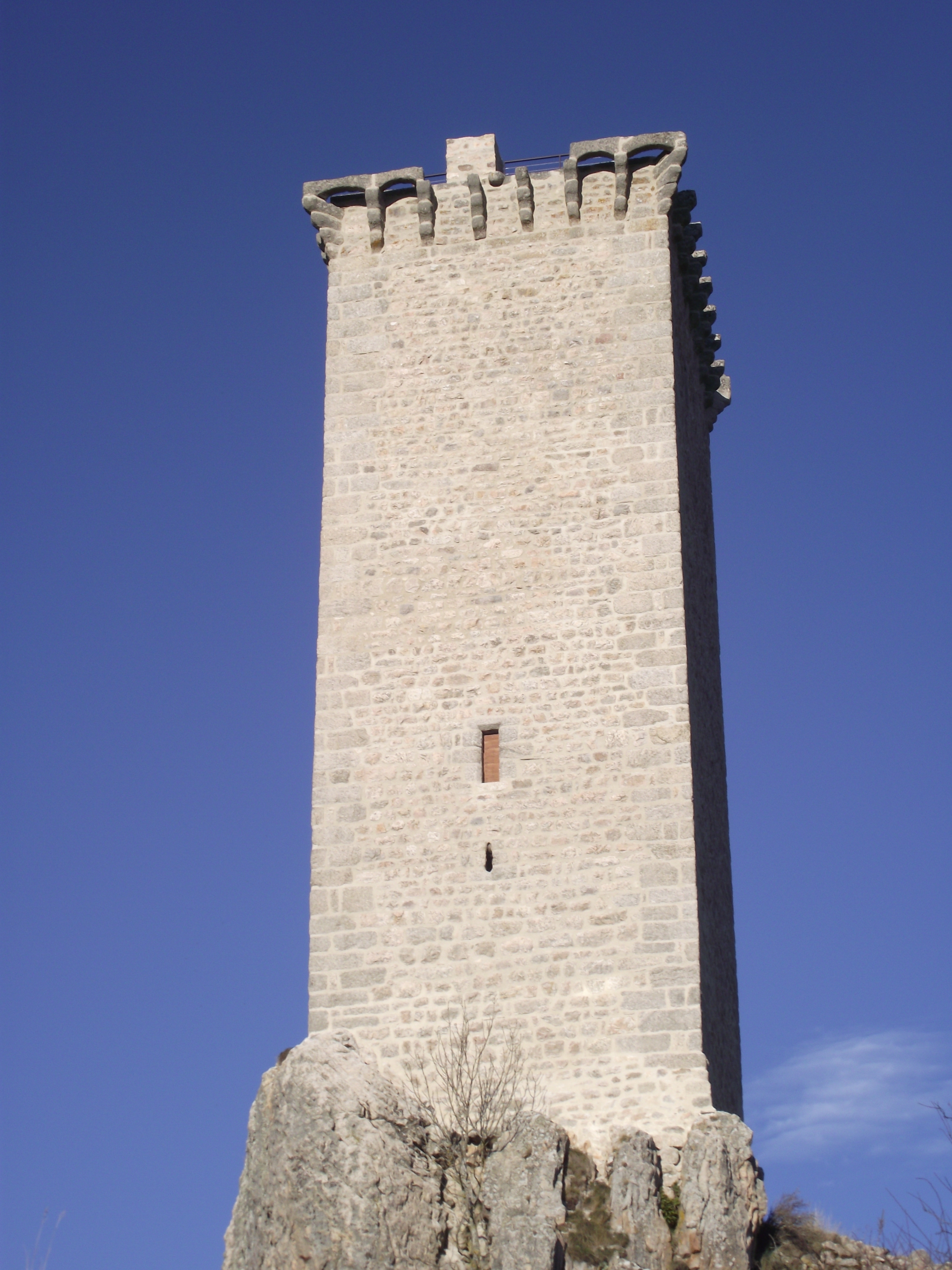
Autre vue de la Tour d'Apcher.
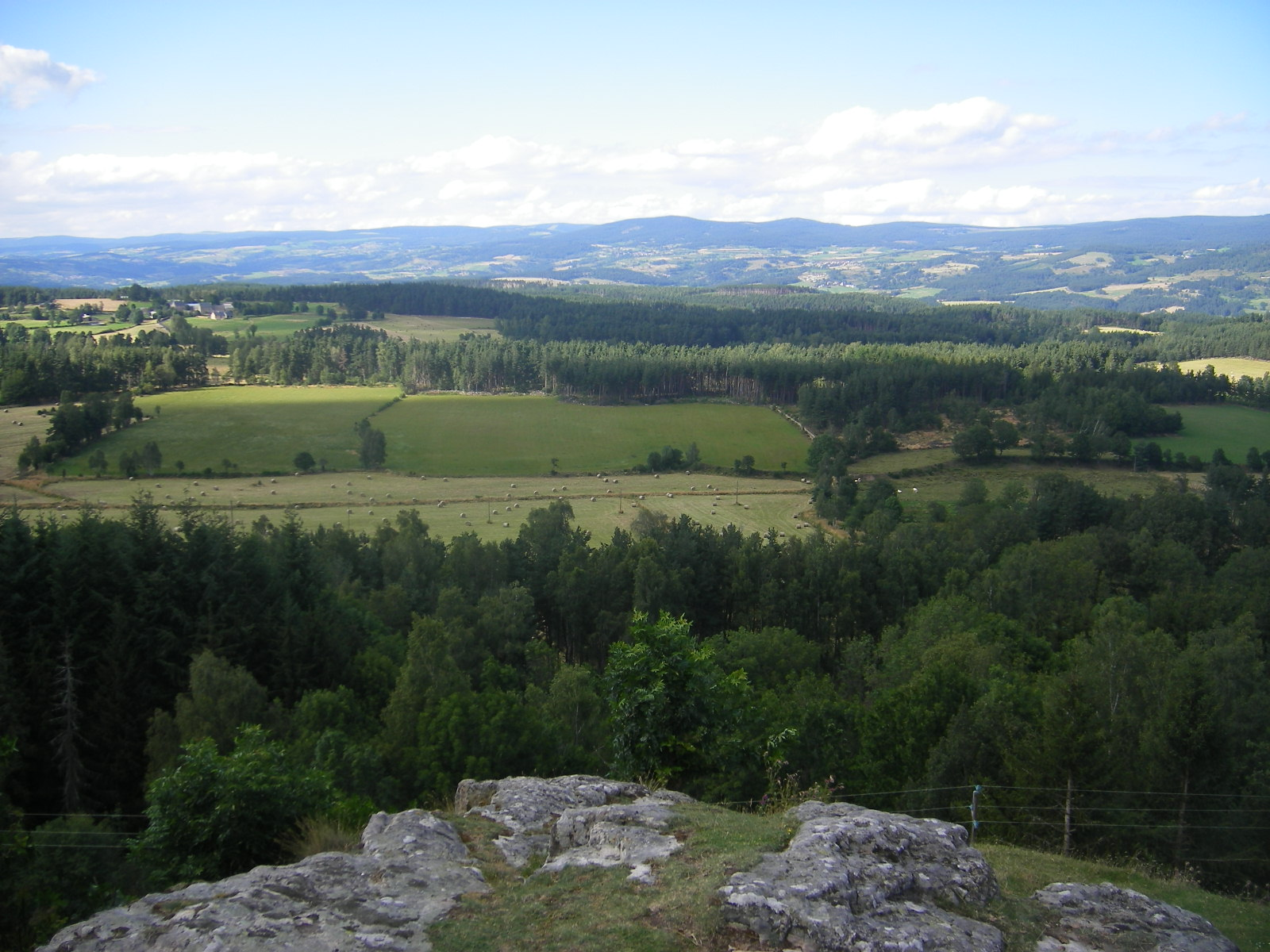
La terre d'Apcher.
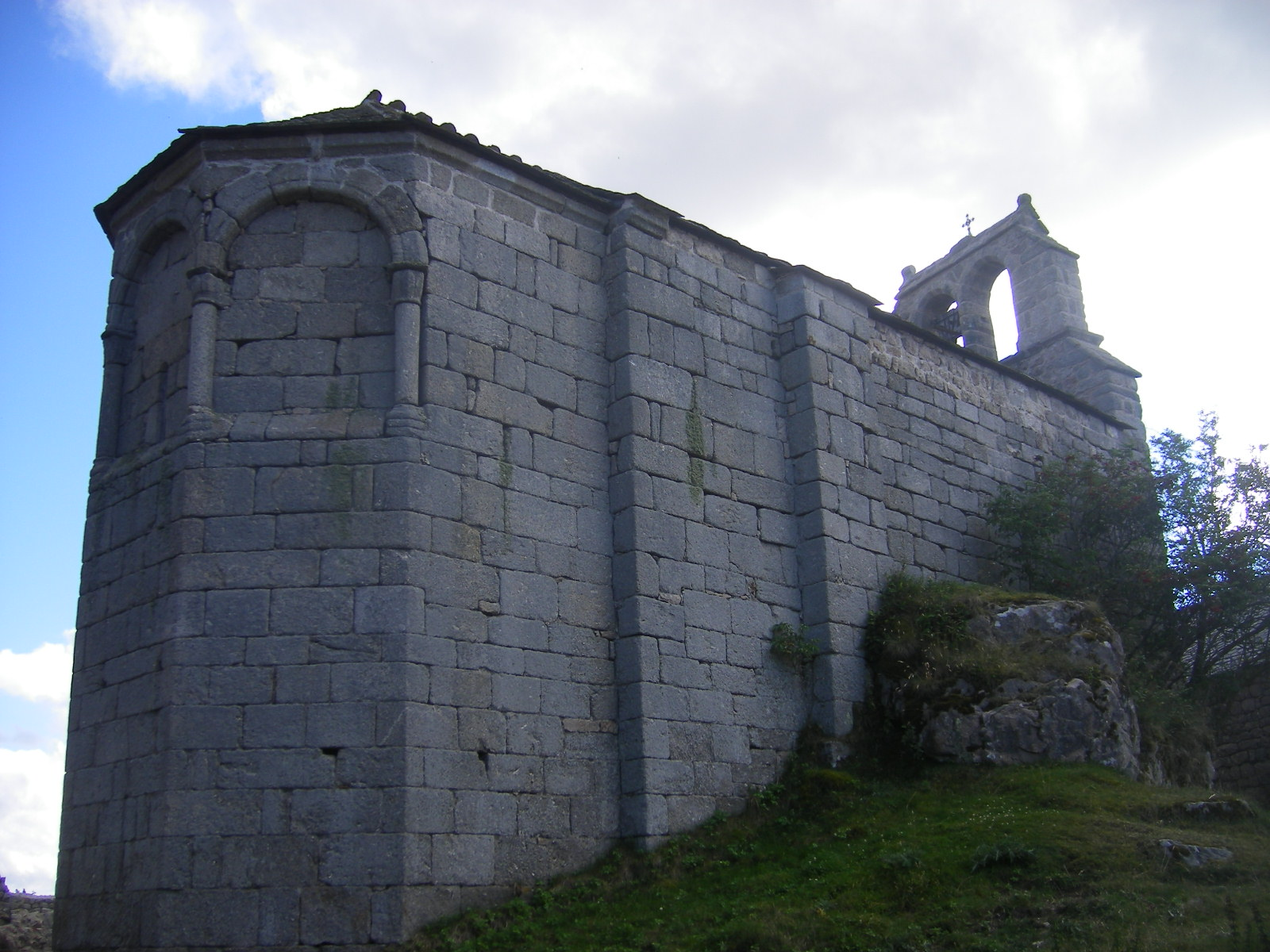
Chapelle Saint-Jean-Baptiste.
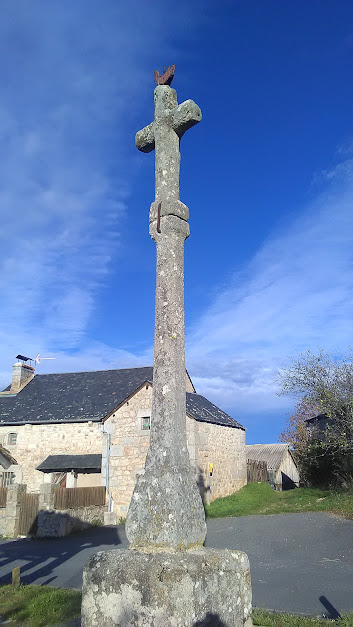
Croix de justice.

### Personnalités liées à la commune
- Garin d'Apchier, troubadour du XIIe siècle.

### Héraldique, logotype et devise
| Blason Prunières | Les armes de Prunières se blasonnent ainsi : Parti : au 1er gironné d'argent et d'azur à la couronne à l'antique brochant en cœur, au 2e d'or à l'aigle au vol abaissé et à la tête contournée de sable. |

Ce blason est établi selon une fresque de l'église Saint-Caprais. L'azur du gironné n'est pas certain.

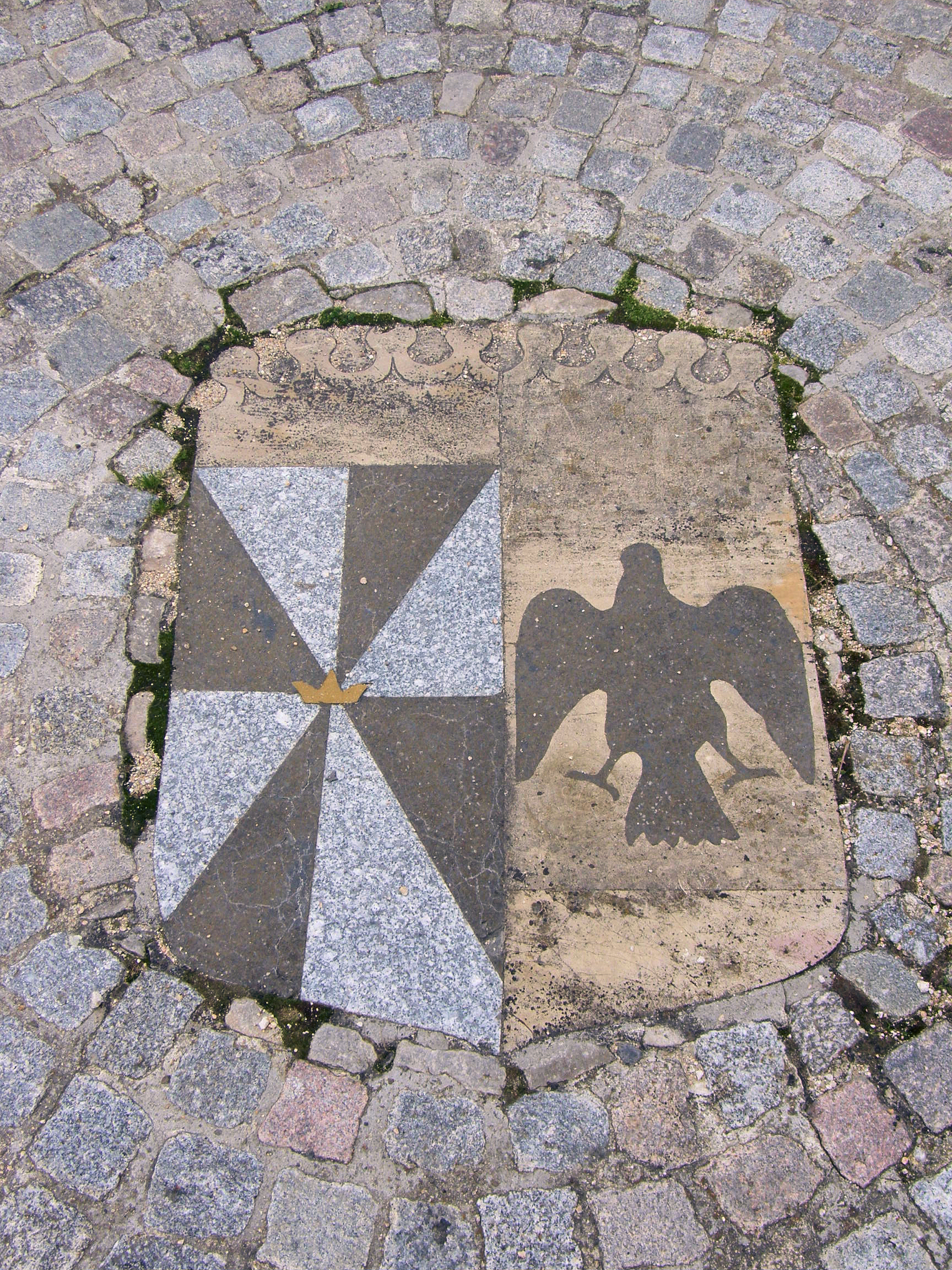
Blason sur la place de l'église Saint-Caprais.
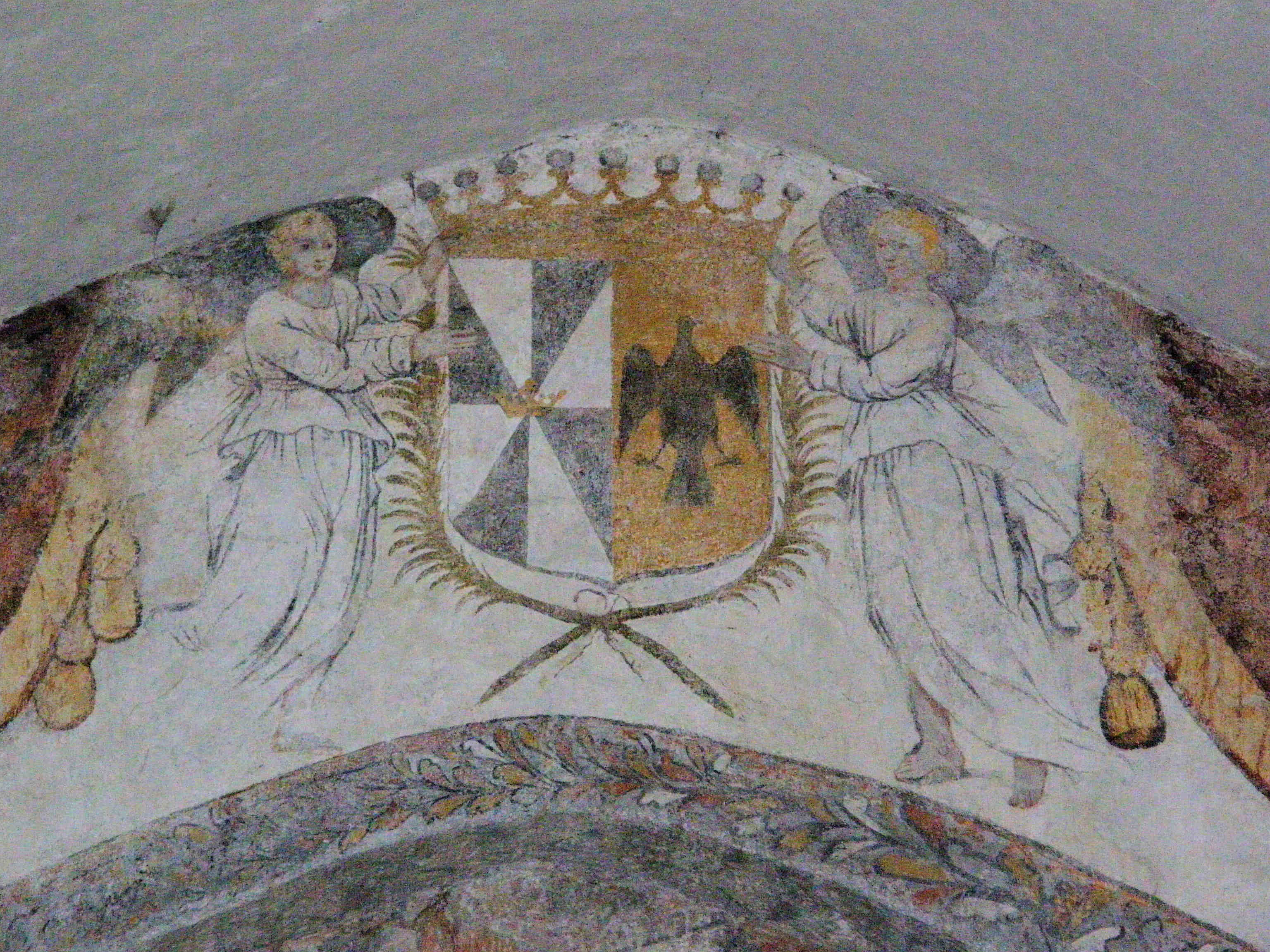
Fresques de l'église de Saint-Caprais avec représentation du blason de la commune.
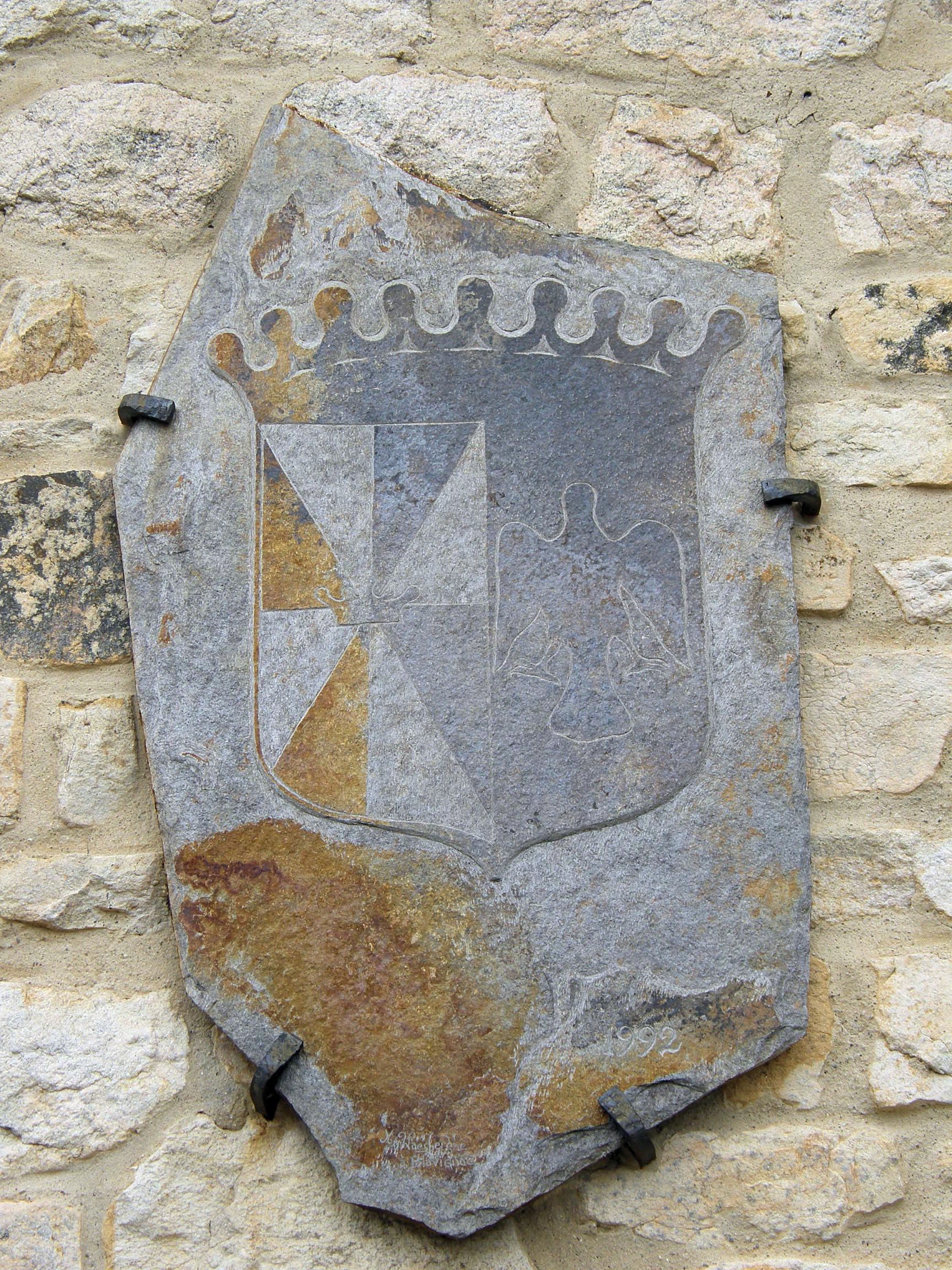
Blason sculpté sur une lauze sur le mur de la mairie.